# Exorista unicolor
Exorista unicolor là một loài ruồi trong họ Tachinidae.